# Karikivi
Karikivi är en ö i Finland. Den ligger i sjön Leipijärvi och i kommunen Janakkala i den ekonomiska regionen  Tavastehus ekonomiska region  och landskapet Egentliga Tavastland, i den södra delen av landet, 70 km norr om huvudstaden Helsingfors.